# Jonathan Cohen
Pour les articles homonymes, voir Cohen.
Jonathan Cohen, né le 16 juin 1980 dans le 19e arrondissement de Paris, est un réalisateur, producteur et acteur français.
Il s'est fait connaître en incarnant le personnage de Serge le Mytho en tant que second rôle dans la série Bloqués diffusée sur Canal +, puis dans une série dérivée consacrée au personnage. Il avait précédemment incarné le personnage de Charles dans Bref.. Il travaille également dans le doublage en jouant notamment le Docteur Néfario dans Moi, moche et méchant.
2020 est pour lui une année marquée par la sortie de trois comédies : Tout simplement noir, Terrible Jungle et Énorme. Outre la saison 2 de Family Business, il co-réalise la série Canal+ La Flamme, une parodie du Bachelor, dans laquelle il joue le rôle de Marc, un pilote de ligne à la recherche du grand amour. Cette série connaît un succès critique et commercial. Il annonce en 2022 la sortie de sa deuxième saison : Le Flambeau : Les aventuriers de Chupacabra.

## Biographie

### Jeunesse et formation
Petit-fils d'un rabbin, fils de Jacqueline Kakou, Jonathan Cohen (né dans une famille juive séfarade) est l'enfant unique de parents divorcés lorsqu'il a cinq ans,. Son père exerce un métier commercial dans le domaine de la parfumerie et sa mère est employée du Crédit agricole,. Il grandit à Pantin en Seine-Saint-Denis, avec sa mère.
Après avoir échoué à son baccalauréat STT Comptabilité, il se lance dans la vie active en travaillant, dans un premier temps, dans l'immobilier, puis comme vendeur de fenêtres,.
Un jour, il vient assister à un cours d'improvisation théâtrale sur l'insistance d'un ami. Pris de passion après cette découverte, il décide de démissionner deux mois plus tard de son poste à Isotherm pour intégrer une école de théâtre, les Ateliers du Sudden, fondée par Raymond Acquaviva.
Début 2000, il est admis au Conservatoire national supérieur d'art dramatique,.
En 2001, avec des amis, il part tenter sa chance à New York avec un visa touristique de trois mois, il travaille comme serveur puis, à la suite des attentats du 11 septembre, il décide de rentrer à Paris,.

### Débuts et progression discrète (2006-2014)
Il fait sa première apparition à l'écran en 2006 avec un petit rôle dans la comédie populaire Comme t'y es belle ! de Lisa Azuelos et une publicité pour la chaîne June en 2009. Il continue avec quelques apparitions et petits rôles au cinéma et à la télévision, avant de décrocher l'un des rôles principaux pour la série Les Invincibles, Hassan. Le programme fait deux saisons et est diffusé sur la chaîne Arte. Il fera quelques apparitions notables dans les clips de La Chanson du dimanche.
L'acteur continue au cinéma tout en devenant un visage de la chaîne Canal + en 2011 : il joue l'un des deux rôles principaux de la shortcom Les 2 mecs qui bossent à Canal, puis fait partie de la distribution régulière d'un autre format court acclamé par la critique et le public, Bref. Il y prête ses traits à Charles, un ami du héros, à partir de l'épisode 39.
En 2012, il tient enfin un rôle plus développé dans la comédie à gros budget Un plan parfait, de Pascal Chaumeil. Il enchaîne l'année suivante avec une autre comédie, Amour et Turbulences, d'Alexandre Castagnetti. Il y joue le meilleur ami du héros incarné par Nicolas Bedos.
Parallèlement, il fait partie du quatuor de jeunes acteurs réunis pour la comédie musicale Pop Redemption, de Martin Le Gall. L'acteur y côtoie Julien Doré, Grégory Gadebois et Yacine Belhousse.

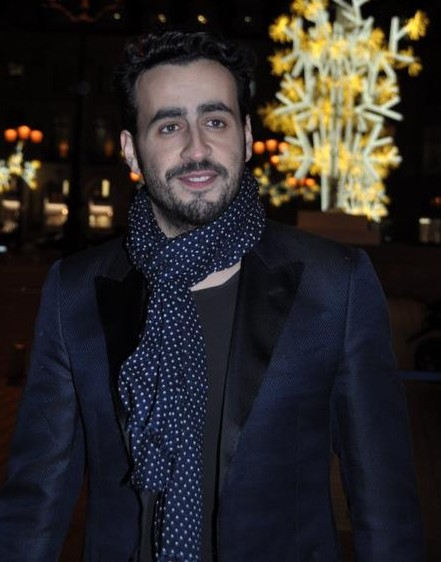
L'acteur au dîner des Révélations des Césars 2013.

Parallèlement, il n'oublie pas la télévision : il apparaît dans quelques séries, et notamment Hero Corp, où il tient le rôle récurrent de Julien. Et il crée, co-écrit et co-réalise l'éphémère série comique France Kbek, lancée sur OCS en 2014.
Cette même année, au cinéma, il tient un second rôle dans une autre comédie attendue, Supercondriaque de Dany Boon ; puis il apparaît dans la satire La Crème de la crème, de Kim Chapiron ; enfin, Lisa Azuelos lui confie un rôle dans son nouveau projet, la romance Une rencontre.

### Révélation comique et premiers rôles (depuis 2015)
En 2015, l'humoriste Kheiron, qu'il a côtoyé dans Bref, lui confie un second rôle dans son premier film en tant que réalisateur, Nous trois ou rien. Parallèlement, il s'essaie à un registre sérieux en faisant partie de la distribution principale de la comédie française Vicky, de Denis Imbert.
Mais c'est sur YouTube qu'il explose, à l'âge de 35 ans. En effet, son rôle récurrent de Serge le Mytho dans le format court de Canal +, Bloqués, diffusé en 2015 connaît un tel succès qu'il se voit confier une série dérivée. Trente épisodes de Serge le Mytho sont mis en ligne hebdomadairement sur YouTube durant la saison 2016-2017. Le succès permet à l'acteur de décrocher des rôles plus exposés sur grand écran.
En 2016, il est au casting de La Folle Histoire de Max et Léon (Palmashow) et de l'attendue suite Papa ou Maman 2, de Martin Bourboulon, avec notamment Laurent Lafitte et Marina Foïs.
Mais c'est surtout en 2017 qu'il s'impose comme une valeur sûre convoitée : il apparaît d'abord dans le drame De plus belle, avec une Florence Foresti à contre-emploi ; puis il tient l'un des trois rôles principaux de la satire Coexister, troisième réalisation de l'humoriste et acteur Fabrice Éboué.
En 2018, il collabore avec Jean-François Halin sur le scénario du film MILF, réalisé par Axelle Laffont.
En juin 2018, il partage l'affiche de la comédie Budapest avec Manu Payet et Monsieur Poulpe.
En 2019, il tient l'un des rôles principaux dans la série Family Business sur Netflix.
Début 2020 il est membre du jury de Cédric Klapisch lors du 10e Nikon Film Festival.
Fin 2020, il produit la série La Flamme où il joue aussi le rôle principal, diffusée sur Canal+ qui connaît un succès critique et commercial. En 2022, il réalise la série Le Flambeau : Les Aventuriers de Chupacabra, dont il assure le rôle principal et qui s'inscrit dans la continuité de La Flamme.

### Vie privée
Petit-fils de rabbin, il se dit croyant et fait Kippour sans être ultra-religieux. Il cherche un maximum de contacts en dehors de sa communauté.
De 2013 à 2015, il est en couple avec l'actrice Mélanie Bernier.
Depuis 2016, sa compagne est la DJ Piu Piu,. En 2019, ils deviennent parents d'une fille prénommée Gloria. En juin 2023, le couple annonce avoir accueilli son deuxième enfant en toute discrétion, un garçon.
Il est fréquemment surnommé « JoCo » dans les médias ou par d’autres personnalités.

## Filmographie

### Cinéma

#### Années 2000
- 2006 : On va s’aimer ! : Figurant au mariage civil
- 2006 : Comme t'y es belle ! de Lisa Azuelos : intervenant au salon du mariage
- 2009 : Partir de Catherine Corsini : le banquier

#### Années 2010
- 2010 : Je l'aimais de Zabou Breitman : le serveur
- 2010 : Le Village des ombres de Fouad Benhammou : Mathias
- 2010 : L'amour, c'est mieux à deux de Dominique Farrugia et Arnaud Lemort : l'employé du magasin de farces et attrapes
- 2012 : Il était une fois, une fois de Christian Merret-Palmair : le directeur des ressources humaines
- 2012 : Dépression et des potes d'Arnaud Lemort : le professeur de yoga
- 2012 : Mains armées de Pierre Jolivet : Philippe
- 2012 : Un plan parfait de Pascal Chaumeil : Patrick
- 2013 : Amour et Turbulences d'Alexandre Castagnetti : Hugo
- 2013 : Pop Redemption de Martin Le Gall : Pascal
- 2013 : 16 ans ou presque de Tristan Séguéla : Kebab Master
- 2014 : Supercondriaque de Dany Boon : Marc
- 2014 : La Crème de la crème de Kim Chapiron : Frère de Dan
- 2014 : Une rencontre de Lisa Azuelos : Marc
- 2014 : On a failli être amies d'Anne Le Ny : Le chef de salle
- 2015 : Nous trois ou rien de Kheiron : Chokri
- 2015 : Vicky de Denis Imbert : Tim Bonhomme
- 2016 : La Folle Histoire de Max et Léon de Jonathan Barré : Commandant Poulain
- 2016 : Papa ou Maman 2 de Martin Bourboulon : Edouard
- 2017 : De plus belle d'Anne-Gaëlle Daval : Frédéric
- 2017 : Coexister de Fabrice Éboué : Samuel, le rabbin
- 2018 : Ami-ami de Victor Saint Macary : Frédéric
- 2018 : Budapest de Xavier Gens : Arnaud
- 2018 : Amanda de Michaël Hers : Axel
- 2019 : Premières Vacances de Patrick Cassir : Ben
- 2019 : Blanche comme neige d'Anne Fontaine : Sam

#### Années 2020
- 2020 : Forte de Katia Lewkowicz : Gianni
- 2020 : Tout simplement noir de Jean-Pascal Zadi : Lui-même
- 2020 : Terrible Jungle d'Hugo Bénamozig et David Caviglioli : Lieutenant-Colonel François-Yves Raspaillès
- 2020 : Énorme de Sophie Letourneur : Frédéric
- 2021 : Army of Thieves de Matthias Schweighöfer : l'agent Vincent Delacroix
- 2022 : En même temps de Benoît Delépine et Gustave Kervern : Didier Bequet
- 2023 : Astérix et Obélix : L'Empire du Milieu de Guillaume Canet : Graindemaïs
- 2023 : Sentinelle d'Hugo Benamozig et David Caviglioli : François Sentinelle
- 2023 : Daaaaaalí ! de Quentin Dupieux : Salvador Dalí
- 2023 : Une année difficile d’Éric Toledano et Olivier Nakache : Bruno
- 2023 : Making of de Cédric Kahn : Alain / Jim
- 2023 : Comme un prince de Ali Marhyar : Gomez
- 2024 : Les Pistolets en plastique de Jean-Christophe Meurisse : Johnny
- 2025 : Ma mère, Dieu et Sylvie Vartan de Ken Scott : Roland Perez

### Télévision
- 2008 : Mafiosa : Patrick Benmussa (saison 2)
- 2010 : Fracture : David Haddad
- 2011 : Nerdz : Vendeur de Jeux vidéo (saison 4)
- 2011 : La Chanson du dimanche : Shouhil - Cyril
- 2011 : Les Invincibles : Hassan
- 2011 : Les 2 mecs qui bossent à Canal : Jonathan
- 2011 : Bref. : Charles (à partir de l'épisode no 39 : Bref. J'ai déménagé)
- 2012 : Les Pieds dans le plat : Samuel Benhaim
- 2013-2017 : Hero Corp : Julien
- 2014 : France Kbek (créateur de la série)
- 2014 : Lazy Company : Colonel Grant
- 2015 : Templeton : le Chinois
- 2015 : Hard : Vikash (saison 3)
- 2015 : Objectivement, série en stop motion créée par Guillaume Le Gorrec et Hadrien Cousin, sur Arte : la brosse à dents, le nouveau Brice, le présentateur
- 2015-2016 : Bloqués : Serge le Mytho[22]
- 2016 : 4-4-2 : Jonathan
- 2016 : Serge le Mytho : Serge le Mytho[23]
- 2019-2021 : Family Business (série Netflix) d'Igor Gotesman : Joseph Hazan
- 2020 : La Flamme : Marc
- 2022 : Le Flambeau : Les aventuriers de Chupacabra : Marc
- 2023 : LOL : qui rit, sort ! sur Amazon Prime : participation
- 2023 : Pamela Rose, la série de Ludovic Colbeau-Justin (épisode 7) : Le Pape
- 2024 : Je ne me laisserai plus faire de Gustave Kervern : Tony
- 2025 : Les Lionnes, série télévisée d'Olivier Rosemberg :
- 2025 : Bref.2, sur Disney+, de Kyan Khojandi et Bruno Muschio : Serge le Mytho
- 2025 : F*ckin' Fred : Comme un Léopard (faux documentaire) de Clément Cotentin, avec Orelsan : Fuckin' Fred

### Clips
- 2014 : Ma vie est belle[24] de Diane Dassigny, réalisé par Chloé Micout
- 2011 : Être un homme de La Chanson du dimanche

## Doublage

### Cinéma

#### Films
- Eli Roth dans :
  - Boulevard de la mort (2007) : Dov
  - Inglourious Basterds (2009) : Donny Donowitz

- Oscar Isaac dans : 
  - Inside Llewyn Davis (2013) : Llewyn Davis
  - Ex machina (2015) : Nathan

- 2006 : Le vent se lève : Rory (Myles Horgan)
- 2006 : The Fountain : Manny (Ethan Suplee)
- 2007 : Coup de foudre à Rhode Island : Mitch Burns (Dane Cook)
- 2008 : Burn After Reading : Chad Feldheimer (Brad Pitt)
- 2008 : Miracle à Santa Anna : Capitaine Nokes (Walton Goggins)
- 2009 : Ninja Assassin : Raizo (Jung Ji-Hoon)
- 2009 : Dans la brume électrique : Cholo Manelli (Julio Cedillo)
- 2009 : A Serious Man : Rabbi Scott Ginzler (Simon Helberg)
- 2010 : Tamara Drewe : Ben Sergeant (Dominic Cooper)
- 2011 : De l'eau pour les éléphants : Kinko / Walter (Mark Povinelli)
- 2011 : Une séparation : Hodjat (Shahab Hosseyni)
- 2012 : Venir au monde : Gojco (Adnan Haskovic)
- 2014 : Daddy Cool : Cameron Stuart (Mark Ruffalo)
- 2015 : The Voices : Jerry Hickfang / voix de M. Moustache, Bosco, Deer et Bunny Monkey (Ryan Reynolds)

#### Films d'animation
- 2010 : Moi, moche et méchant : Docteur Néfario
- 2013 : Moi, moche et méchant 2 : Docteur Néfario
- 2017 : Le Monde secret des Émojis : Tope-là
- 2018 : Ralph 2.0 : Spamley
- 2022 : Les Minions 2 : Il était une fois Gru : Docteur Nefario
- 2024 : Moi, moche et méchant 4 : Docteur Nefario

### Télévision
- 2007 : Heroes (série télévisée) : Ted Sprague (Matthew John Armstrong)

## Discographie
- 2020 : Confinez le sous le nom de Fucking Fred
- 2020 : Suce Ma Bite sous le nom de Fucking Fred
- 2023 : Est-ce que tu regrettes ? sous le nom de François Sentinelle

## Théâtre
- 2007 et 2008 : Paroles d'acteurs, Variations d'après Jean-Luc Lagarce, mise en scène Julie Brochen, Théâtre de l'Aquarium, Théâtre National de Strasbourg
- 2011 : L’Entêtement de Rafael Spregelburd, mise en scène Marcial Di Fonzo Bo et Élise Vigier, Festival d'Avignon, Maison des arts et de la culture de Créteil, Comédie de Reims, Théâtre Gérard Philipe, tournée
- 2012 : L’Entêtement de Rafael Spregelburd, mise en scène Marcial Di Fonzo Bo et Élise Vigier, Théâtre Liberté, tournée
- 2016 : Eugénie de Côme de Bellescize, mise en scène Côme de Bellescize, Théâtre du Rond Point

## Fiction radio
- 2010 : Comme un pied (fiction de Mariannick Bellot sur ARTE Radio) [25] : Dani
- 2011 : Kafka sur le rivage (adaptation du roman homonyme sur France Culture)[26] : Hoshino
- 2016 : Le Chat du rabbin (adaptation de la bande dessinée éponyme sur France Culture)[27] : le chat
- 2017 : 57 rue de Varennes (une fiction de François Pérache sur France Culture)[28] : un communicant

## Internet
- 2008 : Putain de série ! : Dan
- 2022 : Hot Ones, présentée par Kyan Khojandi

## Distinctions

### Nomination
- César 2021 : César du meilleur acteur pour Énorme